# Hansjörg Lingg
Hansjörg Lingg, född 1 november 1971 i Chur, är en liechtensteinsk jurist och före detta fotbollsspelare.
Lingg medverkade i åtta landskamper för Liechtensteins landslag, sju av dem i kvalet till EM 2000.